# 坎氏血蜱
坎氏血蜱（学名：Haemaphysalis canestrinii）为硬蜱科血蜱屬下的一个种。